# První velké probuzení
(První) velké probuzení bylo obnovné hnutí v protestantských církvích západní Evropy a především v britských koloniích Severní Ameriky, které probíhalo zhruba v 30. až 60. letech 18. století. Hnutí kladlo důraz na osobní víru a důslednou morálku. Hluboce ovlivnilo náboženský život na území budoucích Spojených států, mimo jiné se v jeho rámci zformovalo zdejší černošské křesťanství. U zrodu hnutí stáli britský anglikánský pastor George Whitefield a americký kongregacionalistický kazatel Jonathan Edwards.